# Campeonato Sudamericano de Baloncesto Sub-15 de 2010
El Campeonato Sudamericano de Baloncesto Sub-15 de 2010 corresponde a la IX edición del Campeonato Sudamericano de Baloncesto Sub-15, fue organizado por FIBA Américas. Fue disputado en el municipio de Pasto en el departamento de Nariño, en Colombia entre el 2 de octubre y el 9 de octubre de 2010 y los 3 mejores clasifican al Fiba Americas Sub-16 a realizarse en 2011

## Grupo único
– Jugaran la final y clasificarán al FIBA Américas.
     – Jugaran por el tercer puesto y por el último cupo al FIBA Américas.
     – Jugaran por el quinto puesto.
     – Jugaran por el séptimo puesto.
|   | Equipo    | Pts | J | G | P | PF  | PC  | Dif  |
| - | --------- | --- | - | - | - | --- | --- | ---- |
| 1 | Argentina | 14  | 7 | 7 | 0 | 674 | 344 | +330 |
| 2 | Brasil    | 13  | 7 | 6 | 1 | 534 | 398 | +136 |
| 3 | Venezuela | 11  | 7 | 4 | 3 | 455 | 404 | +51  |
| 4 | Chile     | 11  | 7 | 4 | 3 | 495 | 453 | +42  |
| 5 | Colombia  | 10  | 7 | 3 | 4 | 452 | 475 | -23  |
| 6 | Uruguay   | 10  | 7 | 3 | 4 | 460 | 489 | -29  |
| 7 | Ecuador   | 8   | 7 | 1 | 6 | 381 | 525 | -144 |
| 8 | Perú      | 7   | 7 | 0 | 7 | 287 | 650 | -363 |

| 2 de octubre, 12:00                   | Chile                                 | 81 - 52                                   | Ecuador |  |
| Reporte                               |                                       |                                           |         |  |
| Parciales: 21-12, 20-11, 19-18, 21-11 | Parciales: 21-12, 20-11, 19-18, 21-11 | Parciales: 21-12, 20-11, 19-18, 21-11     | Pasto   |  |
| Ricardo Sebastian Cardenas 15 puntos  | Pts                                   | Guido Daniel Ramírez 18 puntos            | Pasto   |  |
| Sammis Daniel Reyes 6 rebotes         | Rebs                                  | Guido Daniel Ramírez 14 rebotes           | Pasto   |  |
| Hernan Andres Soto 3 asistencias      | Asists                                | Cristhian Oswaldo Valdiviezo 1 asistencia | Pasto   |  |

| 2 de octubre, 14:00                   | Venezuela                             | 54 - 89                                | Argentina |  |
| Reporte                               |                                       |                                        |           |  |
| Parciales: 14-28, 10-24, 17-23, 13-14 | Parciales: 14-28, 10-24, 17-23, 13-14 | Parciales: 14-28, 10-24, 17-23, 13-14  | Pasto     |  |
| Franco Missael Torres 12 puntos       | Pts                                   | Rodrigo Haag 16 puntos                 | Pasto     |  |
| Franco Missael Torres 7 rebotes       | Rebs                                  | Hilario Matias Gutiérrez 9 rebotes     | Pasto     |  |
| Juan Jose Mejias 1 asistencia         | Asists                                | Hilario Matias Gutiérrez 3 asistencias | Pasto     |  |

| 2 de octubre, 16:00                  | Uruguay                              | 53 - 72                              | Brasil |  |
| Reporte                              |                                      |                                      |        |  |
| Parciales: 5-16, 14-19, 13-15, 21-22 | Parciales: 5-16, 14-19, 13-15, 21-22 | Parciales: 5-16, 14-19, 13-15, 21-22 | Pasto  |  |
| Rodrigo Sebastian Pintos 15 puntos   | Pts                                  | Andre Mellim 13 puntos               | Pasto  |  |
| Rodrigo Sebastian Pintos 7 rebotes   | Rebs                                 | Leonardo Eltink 10 rebotes           | Pasto  |  |
| Jorge Javier Barreto 1 asistencia    | Asists                               | Victor De Carvalho 2 asistencias     | Pasto  |  |

| 2 de octubre, 20:00                   | Colombia                              | 85 - 43                               | Perú  |  |
| Reporte                               |                                       |                                       |       |  |
| Parciales: 19-11, 18-10, 25-10, 23-12 | Parciales: 19-11, 18-10, 25-10, 23-12 | Parciales: 19-11, 18-10, 25-10, 23-12 | Pasto |  |
| Jose Julian Sarmiento 22 puntos       | Pts                                   | Carlo-Mario Leon 10 puntos            | Pasto |  |
| Byron Steeven Vargas 16 rebotes       | Rebs                                  | Iosvani Jose Peña 14 rebotes          | Pasto |  |
| Jose Julian Sarmiento 2 asistencias   | Asists                                | Santiago Nolte 3 asistencias          | Pasto |  |

| 3 de octubre, 14:00                   | Uruguay                               | 69 - 67                               | Venezuela |  |
| Reporte                               |                                       |                                       |           |  |
| Parciales: 13-20, 18-11, 19-19, 19-17 | Parciales: 13-20, 18-11, 19-19, 19-17 | Parciales: 13-20, 18-11, 19-19, 19-17 | Pasto     |  |
| Imanol Asaravicius 25 puntos          | Pts                                   | Franco Missael Torres 15 puntos       | Pasto     |  |
| Rodrigo Sebastian Pintos 11 rebotes   | Rebs                                  | Franco Missael Torres 6 rebotes       | Pasto     |  |
| Santiago Álvarez 1 asistencia         | Asists                                | Jorge Jose Saracual 3 asistencias     | Pasto     |  |

| 3 de octubre, 16:00                 | Argentina                         | 142 - 24                          | Perú  |  |
| Reporte                             |                                   |                                   |       |  |
| Parciales: 37-8, 25-5, 35-4, 45-7   | Parciales: 37-8, 25-5, 35-4, 45-7 | Parciales: 37-8, 25-5, 35-4, 45-7 | Pasto |  |
| Álvaro Merlo 23 puntos              | Pts                               | Iosvani Jose Peña 7 puntos        | Pasto |  |
| Hilario Matias Gutiérrez 10 rebotes | Rebs                              | Duilio Mosca 5 rebotes            | Pasto |  |
| Álvaro Merlo 6 asistencias          | Asists                            | Duilio Mosca 1 asistencia         | Pasto |  |

| 3 de octubre, 18:00                   | Chile                                 | 76 - 78                               | Brasil |  |
| Reporte                               |                                       |                                       |        |  |
| Parciales: 23-19, 19-11, 14-21, 20-27 | Parciales: 23-19, 19-11, 14-21, 20-27 | Parciales: 23-19, 19-11, 14-21, 20-27 | Pasto  |  |
| Eugenio Luzcando 29 puntos            | Pts                                   | Luis Felipe Ricci 19 puntos           | Pasto  |  |
| Eugenio Luzcando 5 rebotes            | Rebs                                  | Higor Simas 12 rebotes                | Pasto  |  |
| Eugenio Luzcando 4 asistencias        | Asists                                | Andre Mellim 4 asistencias            | Pasto  |  |

| 3 de octubre, 20:00                  | Colombia                             | 68 - 55                              | Ecuador |  |
| Reporte                              |                                      |                                      |         |  |
| Parciales: 10-15, 20-7, 21-16, 17-17 | Parciales: 10-15, 20-7, 21-16, 17-17 | Parciales: 10-15, 20-7, 21-16, 17-17 | Pasto   |  |
| Carlos Felipe Tarazona 14 puntos     | Pts                                  | Cristhian Andres Cedeno 14 puntos    | Pasto   |  |
| Byron Steeven Vargas 18 rebotes      | Rebs                                 | Guido Daniel Ramírez 10 rebotes      | Pasto   |  |
| Harold Yobak Martínez 4 asistencias  | Asists                               | Guido Daniel Ramírez 2 asistencias   | Pasto   |  |

| 4 de octubre, 14:00                 | Brasil                              | 90 - 35                             | Perú  |  |
| Reporte                             |                                     |                                     |       |  |
| Parciales: 21-9, 20-12, 30-12, 19-2 | Parciales: 21-9, 20-12, 30-12, 19-2 | Parciales: 21-9, 20-12, 30-12, 19-2 | Pasto |  |
| Fernando Henrique Stafleu 15 puntos | Pts                                 | Santiago Paz 17 puntos              | Pasto |  |
| Fernando Henrique Stafleu 9 rebotes | Rebs                                | Iosvani Jose Peña 9 rebotes         | Pasto |  |
| Andre Mellim 3 asistencias          | Asists                              | Santiago Paz 1 asistencia           | Pasto |  |

| 4 de octubre, 16:00                    | Ecuador                             | 44 - 70                             | Venezuela |  |
| Reporte                                |                                     |                                     |           |  |
| Parciales: 14-18, 8-21, 14-21, 8-10    | Parciales: 14-18, 8-21, 14-21, 8-10 | Parciales: 14-18, 8-21, 14-21, 8-10 | Pasto     |  |
| Cristhian Oswaldo Valdiviezo 15 puntos | Pts                                 | Franco Missael Torres 24 puntos     | Pasto     |  |
| Guido Daniel Ramírez 12 rebotes        | Rebs                                | Franco Missael Torres 11 rebotes    | Pasto     |  |
| Guido Daniel Ramírez 3 asistencias     | Asists                              | Hernan Anibal Nunez 3 asistencias   | Pasto     |  |

| 4 de octubre, 18:00                 | Argentina                           | 86 - 43                             | Uruguay |  |
| Reporte                             |                                     |                                     |         |  |
| Parciales: 22-8, 18-14, 25-12, 21-9 | Parciales: 22-8, 18-14, 25-12, 21-9 | Parciales: 22-8, 18-14, 25-12, 21-9 | Pasto   |  |
| Lucio Reinaudi 19 puntos            | Pts                                 | Manuel Monteverde 8 puntos          | Pasto   |  |
| Hilario Matias Gutiérrez 12 rebotes | Rebs                                | Joel Pose 4 rebotes                 | Pasto   |  |
| Álvaro Merlo 3 asistencias          | Asists                              | Jorge Javier Barreto 2 asistencias  | Pasto   |  |

| 4 de octubre, 20:00                   | Colombia                              | 53 - 60                               | Chile |  |
| Reporte                               |                                       |                                       |       |  |
| Parciales: 15-13, 14-16, 10-16, 14-15 | Parciales: 15-13, 14-16, 10-16, 14-15 | Parciales: 15-13, 14-16, 10-16, 14-15 | Pasto |  |
| Juan Manuel Giraldo 12 puntos         | Pts                                   | Sammis Daniel Reyes 19 puntos         | Pasto |  |
| Carlos Felipe Tarazona 14 rebotes     | Rebs                                  | Sammis Daniel Reyes 17 rebotes        | Pasto |  |
| Harold Yobak Martínez 2 asistencias   | Asists                                | Fabian Ronald Aguilera 4 asistencias  | Pasto |  |

| 5 de octubre, 14:00                     | Ecuador                               | 75 - 61                               | Perú  |  |
| Reporte                                 |                                       |                                       |       |  |
| Parciales: 14-17, 11-18, 26-13, 24-13   | Parciales: 14-17, 11-18, 26-13, 24-13 | Parciales: 14-17, 11-18, 26-13, 24-13 | Pasto |  |
| Alioxi Alexander Ponce 21 puntos        | Pts                                   | Santiago Paz 20 puntos                | Pasto |  |
| Cristhian Oswaldo Valdiviezo 12 rebotes | Rebs                                  | Carlo-Mario Leon 12 rebotes           | Pasto |  |
| Alioxi Alexander Ponce 3 asistencias    | Asists                                | Santiago Nolte 3 asistencias          | Pasto |  |

| 5 de octubre, 16:00                   | Uruguay                               | 67 - 69                               | Chile |  |
| Reporte                               |                                       |                                       |       |  |
| Parciales: 19-18, 18-14, 18-21, 12-16 | Parciales: 19-18, 18-14, 18-21, 12-16 | Parciales: 19-18, 18-14, 18-21, 12-16 | Pasto |  |
| Imanol Asaravicius 15 puntos          | Pts                                   | Eugenio Luzcando 20 puntos            | Pasto |  |
| Manuel Monteverde 12 rebotes          | Rebs                                  | Eugenio Luzcando 7 rebotes            | Pasto |  |
| Imanol Asaravicius 2 asistencias      | Asists                                | Martin Alonso Pino 2 asistencias      | Pasto |  |

| 5 de octubre, 18:00                   | Argentina                             | 77 - 55                               | Brasil |  |
| Reporte                               |                                       |                                       |        |  |
| Parciales: 22-11, 25-12, 16-19, 14-12 | Parciales: 22-11, 25-12, 16-19, 14-12 | Parciales: 22-11, 25-12, 16-19, 14-12 | Pasto  |  |
| Gabriel Deck 22 puntos                | Pts                                   | Guilherme Naleagaca 9 puntos          | Pasto  |  |
| Gabriel Deck 12 rebotes               | Rebs                                  | Andre Luis Zin 8 rebotes              | Pasto  |  |
| Lucio Reinaudi 2 asistencias          | Asists                                | Pedro Mendonca 2 asistencias          | Pasto  |  |

| 5 de octubre, 20:00                  | Colombia                             | 53 - 66                              | Venezuela |  |
| Reporte                              |                                      |                                      |           |  |
| Parciales: 9-11, 14-21, 18-15, 12-19 | Parciales: 9-11, 14-21, 18-15, 12-19 | Parciales: 9-11, 14-21, 18-15, 12-19 | Pasto     |  |
| Harold Yobak Martínez 11 puntos      | Pts                                  | Hernan Anibal Nunez 17 puntos        | Pasto     |  |
| Carlos Felipe Tarazona 14 rebotes    | Rebs                                 | Deyram Arcángel Guevara 15 rebotes   | Pasto     |  |
| Harold Yobak Martínez 3 asistencias  | Asists                               | Hernan Anibal Nunez 3 asistencias    | Pasto     |  |

| 6 de octubre, 14:00                       | Ecuador                              | 42 - 89                              | Argentina |  |
| Reporte                                   |                                      |                                      |           |  |
| Parciales: 7-25, 12-24, 11-27, 12-13      | Parciales: 7-25, 12-24, 11-27, 12-13 | Parciales: 7-25, 12-24, 11-27, 12-13 | Pasto     |  |
| Marcelo Guillermo Ulloa 14 puntos         | Pts                                  | Gabriel Deck 21 puntos               | Pasto     |  |
| Marcelo Guillermo Ulloa 6 rebotes         | Rebs                                 | Facundo Eduardo Vallejos 10 rebotes  | Pasto     |  |
| Cristhian Oswaldo Valdiviezo 1 asistencia | Asists                               | Álvaro Merlo 5 asistencias           | Pasto     |  |

| 6 de octubre, 16:00                | Chile                              | 90 - 40                              | Perú  |  |
| Reporte                            |                                    |                                      |       |  |
| Parciales: 31-8, 19-9, 22-6, 18-17 | Parciales: 31-8, 19-9, 22-6, 18-17 | Parciales: 31-8, 19-9, 22-6, 18-17   | Pasto |  |
| Matias Sepulveda 19 puntos         | Pts                                | Duilio Mosca 10 puntos               | Pasto |  |
| Alejandro Paolo Torres 5 rebotes   | Rebs                               | Salvador Leonardo López 4 rebotes    | Pasto |  |
| Hernan Andres Soto 4 asistencias   | Asists                             | Salvador Leonardo López 1 asistencia | Pasto |  |

| 6 de octubre, 18:00                  | Brasil                               | 62 - 56                              | Venezuela |  |
| Reporte                              |                                      |                                      |           |  |
| Parciales: 14-12, 7-18, 20-14, 21-12 | Parciales: 14-12, 7-18, 20-14, 21-12 | Parciales: 14-12, 7-18, 20-14, 21-12 | Pasto     |  |
| Guilherme Naleagaca 19 puntos        | Pts                                  | Franco Missael Torres 20 puntos      | Pasto     |  |
| Guilherme Szabo 10 rebotes           | Rebs                                 | Franco Missael Torres 10 rebotes     | Pasto     |  |
| Andre Mellim 5 asistencias           | Asists                               | Juan Jose Mejias 3 asistencias       | Pasto     |  |

| 6 de octubre, 20:00                   | Colombia                              | 74 - 72                               | Uruguay |  |
| Reporte                               |                                       |                                       |         |  |
| Parciales: 14-16, 20-25, 18-17, 22-14 | Parciales: 14-16, 20-25, 18-17, 22-14 | Parciales: 14-16, 20-25, 18-17, 22-14 | Pasto   |  |
| Juan Manuel Giraldo 22 puntos         | Pts                                   | Imanol Asaravicius 19 puntos          | Pasto   |  |
| Byron Steeven Vargas 8 rebotes        | Rebs                                  | Rodrigo Sebastian Pintos 15 rebotes   | Pasto   |  |
| Harold Yobak Martínez 3 asistencias   | Asists                                | Imanol Asaravicius 1 asistencia       | Pasto   |  |

| 7 de octubre, 14:00                   | Chile                                 | 60 - 64                               | Venezuela |  |
| Reporte                               |                                       |                                       |           |  |
| Parciales: 14-11, 19-10, 13-16, 14-27 | Parciales: 14-11, 19-10, 13-16, 14-27 | Parciales: 14-11, 19-10, 13-16, 14-27 | Pasto     |  |
| Eugenio Luzcando 23 puntos            | Pts                                   | Juan Jose Mejias 18 puntos            | Pasto     |  |
| Fabian Ronald Aguilera 9 rebotes      | Rebs                                  | Juan Jose Mejias 10 rebotes           | Pasto     |  |
| Hernan Andres Soto 3 asistencias      | Asists                                | Jorge Jose Saracual 1 asistencia      | Pasto     |  |

| 7 de octubre, 16:00                   | Ecuador                              | 49 - 90                              | Brasil |  |
| Reporte                               |                                      |                                      |        |  |
| Parciales: 12-15, 9-24, 13-24, 15-27  | Parciales: 12-15, 9-24, 13-24, 15-27 | Parciales: 12-15, 9-24, 13-24, 15-27 | Pasto  |  |
| Marcelo Guillermo Ulloa 13 puntos     | Pts                                  | Victor De Carvalho 16 puntos         | Pasto  |  |
| Alioxi Alexander Ponce 7 rebotes      | Rebs                                 | Fernando Henrique Stafleu 10 rebotes | Pasto  |  |
| Marcelo Guillermo Ulloa 2 asistencias | Asists                               | Higor Simas 4 asistencias            | Pasto  |  |

| 7 de octubre, 18:00                  | Uruguay                              | 90 - 57                              | Perú  |  |
| Reporte                              |                                      |                                      |       |  |
| Parciales: 32-3, 17-14, 20-11, 21-29 | Parciales: 32-3, 17-14, 20-11, 21-29 | Parciales: 32-3, 17-14, 20-11, 21-29 | Pasto |  |
| Imanol Asaravicius 15 puntos         | Pts                                  | Santiago Paz 14 puntos               | Pasto |  |
| Ignacio Guerra 7 rebotes             | Rebs                                 | Iosvani Jose Peña 9 rebotes          | Pasto |  |
| Imanol Asaravicius 3 asistencias     | Asists                               | Santiago Nolte 4 asistencias         | Pasto |  |

| 7 de octubre, 20:00                   | Colombia                              | 67 - 92                               | Argentina |  |
| Reporte                               |                                       |                                       |           |  |
| Parciales: 19-28, 11-18, 15-26, 22-20 | Parciales: 19-28, 11-18, 15-26, 22-20 | Parciales: 19-28, 11-18, 15-26, 22-20 | Pasto     |  |
| Juan Manuel Giraldo 12 puntos         | Pts                                   | Gabriel Deck 20 puntos                | Pasto     |  |
| Juan Manuel Giraldo 5 rebotes         | Rebs                                  | Gabriel Deck 4 rebotes                | Pasto     |  |
| Juan Manuel Giraldo 3 asistencias     | Asists                                | Gabriel Deck 3 asistencias            | Pasto     |  |

| 8 de octubre, 14:00                   | Uruguay                               | 66 - 64                               | Ecuador |  |
| Reporte                               |                                       |                                       |         |  |
| Parciales: 23-14, 16-14, 14-18, 13-18 | Parciales: 23-14, 16-14, 14-18, 13-18 | Parciales: 23-14, 16-14, 14-18, 13-18 | Pasto   |  |
| Imanol Asaravicius 17 puntos          | Pts                                   | Cristhian Andres Cedeno 18 puntos     | Pasto   |  |
| Imanol Asaravicius 10 rebotes         | Rebs                                  | Guido Daniel Ramírez 13 rebotes       | Pasto   |  |
| Jorge Javier Barreto 3 asistencias    | Asists                                | Guido Daniel Ramírez 2 asistencias    | Pasto   |  |

| 8 de octubre, 16:00                 | Venezuela                           | 78 - 27                             | Perú  |  |
| Reporte                             |                                     |                                     |       |  |
| Parciales: 21-12, 23-2, 22-10, 12-3 | Parciales: 21-12, 23-2, 22-10, 12-3 | Parciales: 21-12, 23-2, 22-10, 12-3 | Pasto |  |
| Juan Jose Mejias 13 puntos          | Pts                                 | Duilio Mosca 7 puntos               | Pasto |  |
| Luis Gerardo Germany 7 rebotes      | Rebs                                | Duilio Mosca 7 rebotes              | Pasto |  |
| Jorge Jose Saracual 4 asistencias   | Asists                              | Iosvani Jose Peña 1 asistencia      | Pasto |  |

| 8 de octubre, 18:00                   | Argentina                             | 99 - 59                                 | Chile |  |
| Reporte                               |                                       |                                         |       |  |
| Parciales: 14-14, 28-11, 34-12, 23-22 | Parciales: 14-14, 28-11, 34-12, 23-22 | Parciales: 14-14, 28-11, 34-12, 23-22   | Pasto |  |
| Hilario Matias Gutiérrez 20 puntos    | Pts                                   | Matias Sepulveda 29 puntos              | Pasto |  |
| Hilario Matias Gutiérrez 16 rebotes   | Rebs                                  | Matias Sepulveda 5 rebotes              | Pasto |  |
| Álvaro Merlo 3 asistencias            | Asists                                | Ricardo Sebastian Cardenas 1 asistencia | Pasto |  |

| 8 de octubre, 20:00                 | Colombia                            | 52 - 87                              | Brasil |  |
| Reporte                             |                                     |                                      |        |  |
| Parciales: 5-15, 7-22, 19-25, 21-25 | Parciales: 5-15, 7-22, 19-25, 21-25 | Parciales: 5-15, 7-22, 19-25, 21-25  | Pasto  |  |
| Juan Manuel Giraldo 15 puntos       | Pts                                 | Victor De Carvalho 17 puntos         | Pasto  |  |
| Byron Steeven Vargas 8 rebotes      | Rebs                                | Fernando Henrique Stafleu 15 rebotes | Pasto  |  |
| Harold Yobak Martínez 2 asistencias | Asists                              | Leonardo Eltink 3 asistencias        | Pasto  |  |

## Partido por el 7 lugar
| 9 de octubre, 14:00                   | Ecuador                               | 87 - 65                               | Perú  |  |
| Reporte                               |                                       |                                       |       |  |
| Parciales: 16-14, 21-18, 24-13, 26-20 | Parciales: 16-14, 21-18, 24-13, 26-20 | Parciales: 16-14, 21-18, 24-13, 26-20 | Pasto |  |
| Guido Daniel Ramírez 21 puntos        | Pts                                   | Iosvani Jose Peña 16 puntos           | Pasto |  |
| Guido Daniel Ramírez 16 rebotes       | Rebs                                  | Iosvani Jose Peña 13 rebotes          | Pasto |  |
| Cristhian Andres Cedeno 3 asistencias | Asists                                | Duilio Mosca 2 asistencias            | Pasto |  |

## Partido por el 5 lugar
| 9 de octubre, 16:00                  | Colombia                             | 44 - 61                              | Uruguay |  |
| Reporte                              |                                      |                                      |         |  |
| Parciales: 14-15, 9-13, 11-12, 10-21 | Parciales: 14-15, 9-13, 11-12, 10-21 | Parciales: 14-15, 9-13, 11-12, 10-21 | Pasto   |  |
| Byron Steeven Vargas 11 puntos       | Pts                                  | Jorge Javier Barreto 17 puntos       | Pasto   |  |
| Carlos Felipe Tarazona 12 rebotes    | Rebs                                 | Manuel Monteverde 10 rebotes         | Pasto   |  |
| Harold Yobak Martínez 1 asistencia   | Asists                               | Juan Zanotta 3 asistencias           | Pasto   |  |

## Fase final

### Partido por el 3 lugar
| 9 de octubre, 18:00                            | Venezuela                                      | 57 - 66                                        | Chile |  |
| Reporte                                        |                                                |                                                |       |  |
| Parciales: 12-14, 20-11, 11-18, 14-14 OT1= 0-9 | Parciales: 12-14, 20-11, 11-18, 14-14 OT1= 0-9 | Parciales: 12-14, 20-11, 11-18, 14-14 OT1= 0-9 | Pasto |  |
| Franco Missael Torres 22 puntos                | Pts                                            | Eugenio Luzcando 25 puntos                     | Pasto |  |
| Franco Missael Torres 19 rebotes               | Rebs                                           | Fabian Ronald Aguiler 11 rebotes               | Pasto |  |
| Juan Jose Mejias 2 asistencias                 | Asists                                         | Martin Alonso Pino 5 asistencias               | Pasto |  |

### Final
| 9 de octubre, 20:00                   | Argentina                             | 71 - 65                               | Brasil |  |
| Reporte                               |                                       |                                       |        |  |
| Parciales: 13-16, 24-20, 21-10, 13-19 | Parciales: 13-16, 24-20, 21-10, 13-19 | Parciales: 13-16, 24-20, 21-10, 13-19 | Pasto  |  |
| Gabriel Deck 16 puntos                | Pts                                   | Luis Felipe Ricci 13 puntos           | Pasto  |  |
| Hilario Matias Gutiérrez 11 rebotes   | Rebs                                  | Fernando Henrique Stafleu 6 rebotes   | Pasto  |  |
| Rodrigo Haag 4 asistencias            | Asists                                | Luis Felipe Ricci 4 asistencias       | Pasto  |  |

| Argentina         |
| Campeón Argentina |
| Sexto Título      |

## Clasificación
| Posición | Equipo    |
| -------- | --------- |
| 1        | Argentina |
| 2        | Brasil    |
| 3        | Chile     |
| 4        | Venezuela |
| 5        | Uruguay   |
| 6        | Colombia  |
| 7        | Ecuador   |
| 8        | Perú      |

## Clasificados al FIBA Américas Sub-16 2011
| Bandera de Argentina | Bandera de Brasil | Bandera de Chile |
| Argentina            | Brasil            | Chile            |
| -------------------- | ----------------- | ---------------- |